# Маскаренське плато

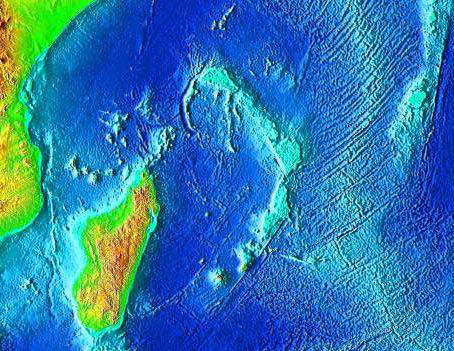
Маскаренське плато

Маскаренське плато — підводне плато в Індійському океані, на північ і на схід від Мадагаскару . Плато тягнеться приблизно на 2000 км, від Сейшельських островів на півночі до Реюньйона на півдні. Плато охоплює площу понад 115 000 км² мілководій, з глибинами від 8 до 150 метрів, з зануренням до абісальних рівнин (4000 м) на його краях. Це найбільше підводне плато в Індійському океані. 
У північній частині плато, в тому числі Сейшельські і Агалега острови, складається з граніту, і фрагменту стародавнього суперконтиненту Гондвани. Граніт перекриває родовища вапняку і базальту. Базальтові родовища Сейшельських островів мають походження з виверження Деканських трапів, яке відбулося в центральній Індії 65 мільйонів років тому. Сейшельські острови раніше розташовувались біля західного узбережжя Індії, але через спрединг зазнали пересування від берегів Індії на сьогоденну позицію.
Південна частина плато, в тому числі Маскаренські острови (гірські острови Маврикій, Реюньйон та Родригес, Каргадос-Карахос, банка Сая де Мала, банка Назарет), Суданська банка і банка Хокінс, були утворені гарячою точкою Реюньйон. Банки і мілини були колись вулканічними островами, на кшталт сьогоденних Маврикій і Реюньйон, наразі затоплені або еродовані нижче рівня моря, або, у разі Каргадос Карахос, є низькими кораловими островами. Банку Сая-де-Малх утворено 35 мільйонів років тому, банка Назарет і Каргадос Карахос наразі є мілинами. Деякі банки, можливо, були островами зовсім недавно, 18000 - 6000 років тому, коли рівень моря був на 130 метрів нижче сьогодення, за часів останнього льодовикового періоду . Маврикій утворився 8-10 мільйонів років тому, Родригес і Реюньйон — два мільйона років тому; Пітон-де-ла Фурнез — вулкан на острові Реюньйон є одним з найактивніших вулканів у світі.